# Pedinocera longicornis
Pedinocera longicornis är en tvåvingeart som beskrevs av Kertesz 1909. Pedinocera longicornis ingår i släktet Pedinocera och familjen vapenflugor. Inga underarter finns listade i Catalogue of Life.